# Себастьян Надо
Себастьян Надо (народився 8 липня 1972 року, Флеранс (Жер)) — французький історик, письменник і політик. На виборах 2017 року він був обраний членом La République En Marche! до Національних зборів Франції, що представляє департамент 10-го виборчого округу Верхньої Гаронни .  У грудні 2018 року його виключили з LREM за те, що він проголосував проти проекту бюджету на 2019 рік. У травні 2020 року він був одним із 17 перших членів нової групи « Екологічна демократична солідарність » у Національних зборах.
Надо був доцентом кафедри фізкультури і спорту, а також доктором історичних наук. З грудня 2015 року по 18 червня 2017 року був асоційованим членом секції з питань зайнятості та праці EESC (Рада з економіки, соціальної та екологічної питань). Надо є членом Парламентської Асамблеї La Francophonie . Перебуваючи в комітеті закордонних справ він офіційно звернувся до уряду в письмовому запитанні, де виступає проти продажу французької зброї, що використовується Саудівською Аравією та Об’єднаними Арабськими Еміратами для щоденного бомбардування цивільного населення Ємену. В інтерв’ю, даному в програмі « Quotidien » від 23 лютого 2018 року, представленому Янном Бартесом, Надо чітко просить припинити продаж зброї арабським державам Перської затоки, які використовують її проти цивільного населення відповідно до резолюції Європейського парламенту. 6 квітня 2018 року Надо подав запит на відкриття комісії з розслідування до Національних Асамблеї щодо дотримання міжнародних зобов'язань Франції стосовно ліцензій на експорт зброї в Ємен .  Він також був залучений до вирішення питання щодо прав людини в Камеруні, підкреслюючи ризики вибуху насильства в англомовному регіоні, що нагадувало процес який призвів до геноциду в Руанді .
Він виступав одним із організакорів та очолював міжнародний колоквіум «Dialoguer Entre Ennemis» у травні 2021 року, в якому брали участь лауреат Нобелівської премії 2018 року Деніс Муквеге, колишній президент Шінн Фейнна Джеррі Адамс, колишній президент Кнесету Авраам Бург та інші. Метою цих зборів було налагодження обміну між колишніми ворогами задля мирного вирішення конфліктів. П'ять географічних районів, які розглядалися: Демократична Республіка Конго, Північна Ірландія, Колумбія, Ізраїль і Країна Басків .

## Академічна кар'єра
Надо викладав у різних середніх та університетських навчальних закладах та Центрі підготовки учнів (Мант-ла-Жолі, Орлеан, Бурж, Ніцца, Тулуза, декілька закладів Верхньої Гаронни). Має ступінь доктора філософії з історії та цивілізацій у EHESS Paris (2009), він також викладав історію в Орлеанському Університеті (1998-2003) та Університеті Ніцци (2005-2008). У 2015/2016 роках він проходить підготовку в ENA для продовження освіти в Інституті політичних досліджень Тулузи.
Його академічна робота зосереджена на історії тіла, фізичних практиках та вихованні. Його дисертація та його останні роботи дозволяють підійти до спорту в його антропологічному континуумі, від Стародавньої Греції та її Олімпійських ігор до наших днів. Контури нинішнього виду спорту та їх складність значною мірою будуть пов’язані з міцним зв’язком фізичних практик із ЗМІ. На відміну від роботи Норберта Еліаса, який пов’язує народження спорту зі зниженням ступеня насильства на практиці та з появою специфічної етики, його теорія не суперечить певним ідеям П’єра де Кубертена, який писав про середньовічного лицаря, що «спортивна пристрасть охоплює його, піднімає його і через нього і через нього пошириться по всій Західній Європі від Німеччини, Іспанії, від Італії до Англії, Франції, слугуючи центральним центром руху»
Натхненний ідеями Жоржа Дюбі та Еріка Хобсбаума, його робота також зосереджена на стосунках між людьми та їхніми територіями та на уявленні про людські мережі на прикладі лицарських орденів чи герольдів: побудова спортивного кодексу поведінки до вісімнадцятого століття.
У своїй дисертації під назвою «Поєдинок, коріння та відсутність зброї в Кастилії, Бургундії та Франції» (1428-1470) Себастьян Надо показує, що спорт вже існував у п’ятнадцятому столітті, а отже, спорт народився не у Франції. 19 століття в Англії в рамках буржуазії.
Це історичне бачення відкриває пролом у будівлі, побудованій на основі роботи Норберта Еліаса. На додаток до цього внеску, що розриває з широко поширеною доксою (див. на цю тему роботи синтезу Жоржа Вігарелло), він також показав, що організація лицарства навколо європейських змагань працює як система в розгорнутій мережі. Себастьян Надо викликає «міжнародне лицарство», поділяючи ті самі кодекси, особливо на наближенні турнірів та ігор. Ці спортивні заходи виходять за межі кордонів і супроводжуються спільною культурною базою, в якій є ввічливість, чесна гра, честь і лояльність. Частина дипломної роботи намагається продемонструвати, що середньовічні спортивні заходи є першокласними засобами комунікації, прообразом сучасних Олімпійських ігор. За найбільшим середньовічним видовищем постають політичні, дипломатичні та фінансові питання. Спеціаліста з ігор Себастьєна Надо більше цікавить спортивний феномен, поняття конфлікту (фізичного чи словесного), а також «відродження» Середньовіччя в двадцять першому столітті. Його робота над лицарськими орденами, лицарськими подорожами та герольдами також спонукала до роздумів у середньовічних соціальних мережах.
З іншого боку, якщо спорт не народився з британською промисловою революцією в буржуазії, він ставить під сумнів його «капіталістичну» сутність і його природу наче поле ідеологічної боротьби.
Виходячи з результатів свого дослідження середньовічних лицарських боїв, Себастьєн Надот пропонує нову теорію еволюції спорту. У кожну епоху правлячий клас намагався за допомогою спорту нав’язати іншим свої цінності, а також свою перевагу. Тому сьогодні спорт є виразом неоконсервативного лібералізму. Ідея її народження на початку ХІХ століття була б виразом нового панування буржуазії. Віра в зародження спорту ex-nihilo в Англії в цей час була б плутаниною з процесом посилення демократизації, особливо в його поступовому відкритті для жінок.
Ці роботи слід помістити в ширшу дискусію: віддані автори історії спорту (Норберт Еліас, Аллен Гуттман) вважають, що сучасний спорт з’являється лише на рубежі вісімнадцятого та дев’ятнадцятого століть, фахівці середньовіччя та нового періоду. вимагаючи права на використання цієї концепції, хоча багато критеріїв сучасного спорту не закінчуються раніше ХІХ ст.

## Політична кар'єра
Громадянський кандидат на президентських виборах 2017 року, підтриманий Рухом прогресистів, який пропагує нову демократичну динаміку навколо трьох стовпів: соціальний прогрес, який приносить користь усім, екологічний фільтр, створений перед будь-яким публічним рішенням, і участь громадян у прийнятті рішень на етапах політичних дій.  Каже, що хоче стерти межу між політичною елітою та громадянами. Спочатку його кандидатура мала бути включена до основного громадянина 2017 року, але перший секретар ПС Жан-Крістоф Камбаделіс відкликав її. Щоб заблокувати Франсуа Фійона та Марін Ле Пен, він закликав до збору «прогресивних сил» на президентські вибори на ім’я Еммануеля Макрона, Жана-Люка Меланшона, Шарлотти Маршандіз та Янніка Жадо .
Він став першим французький політиком, який використав агітаційний плакат із доповненою реальністю.
У січні 2017 року Надо опублікував політичну історію під назвою Reinette 2.0. У цьому романі він обговорює взаємозв’язок між демократією, Інтернетом та соціальними мережами.
У лютому 2017 року, зіткнувшись із труднощами зі збором 500 спонсорських коштів, необхідних для участі у президентських виборах, він оголосив про вихід, щоб особисто підтримати Еммануеля Макрона та приєднався до політичної ради En marche!
Надот був обраний En marche! бути їх кандидатом на парламентських виборах у 10-му окрузі Верхньої Гаронни . У другому турі його обрали 60,7% голосів . У парламенті він входить до Комітету у закордонних справах. На додаток до своїх обов’язків у комітеті, він очолює парламентську групу дружби Франція – Квебек.
У 2018 році Надо та 15 інших підписантів офіційно подали запит на комісію з розслідування законності продажу французької зброї коаліції на чолі з Саудівською Аравією, яка воювала в Ємені, за кілька днів до офіційного візиту наслідного принца Саудівської Аравії Мохаммеда бін Салмана до Парижа. . 
Наприкінці 2020 і на початку 2021 року Себастьян Надо підтримував справу каталонських парламентарів, ув’язнених в Іспанії. Він відстояв їхнє право на виконання свого європейського парламентського мандата, оскільки з них зняли депутатську недоторканність. Він запитав про це міністра європейських і закордонних справ Франції Жана-Іва Ле Дріана, на що міністр відповів, підтвердивши свою підтримку верховенства права Іспанії та повноважень Європейського парламенту зняти імунітет. Пан Надо відвідав парламент Каталонії, щоб підтвердити свою підтримку ув'язнених парламентарів.
5 травня 2021 року він став головою новоствореної парламентської слідчої комісії з питань міграції, переміщення населення та умов життя та доступу до закону для мігрантів, біженців та осіб без громадянства щодо національних, європейських та міжнародних зобов’язань Франції. Вона спрямована протистояти застосуванню закону щодо цінностей і принципів Франції, а також її міжнародних зобов'язань.
2 березня 2022 року він оголосив, що не буде балотуватися на парламентських виборах у Франції 2022 року . 

## Дивись також
- Вибори до парламенту Франції 2017 року

1. 1 2  http://www.sudoc.fr/177506938
2. 1 2 3 4  https://www.lemonde.fr/politique/article/2017/06/28/qui-est-mon-depute-notre-moteur-de-recherche-pour-mieux-connaitre-votre-representant-a-l-assemblee-nationale_5152291_823448.html#depute_31_10
3. ↑  Elections législatives 2017. Ministry of the Interior (French) . Процитовано 19 червня 2017.
4. ↑  John Irish and Marine Pennetier (5 April 2018), Ahead of Saudi prince visit, Macron lawmaker asks for inquiry over French arms sales Reuters.
5. ↑  Ces députés LREM qui ne rempilent pas : « Le Parlement, un hochet dans les mains de l’exécutif ». Politis.fr (фр.). 2 березня 2022. Процитовано 8 березня 2022.

## Зовнішні посилання
- Вікісховище має мультимедійні дані за темою: Себастьян Надо</img>
- [1] http://www.assemblee-nationale.fr/15/dossiers/respect_engagements_france_exportations_armes_yemen.asp
- Веб-сайт Себастьєна Надо : www.sebastiennadot.fr
- Youtube-канал колоквіуму Dialogueer Entre Ennemis : https://www.youtube.com/channel/UCbkkkl3z_3tGvuwu__pHeKg